# Kroningsægget
Kroningsægget er et 12,7 cm højt juvelbesat Fabergé-æg, der blev fremstillet under vejledning af den russiske guldsmed Peter Carl Fabergé i 1897 af de to guldsmede Mikhail Perkhin og Henrik Wigstrom i Fabergés værksted. Det blev fremstillet på bestilling af Ruslands sidste zar Nikolaj 2. for at mindes kejserinde Aleksandra Fjodorovna.
Kroningsægget er et af de berømteste Fabergé-æg, og i 1997 blev det solgt for $2,16 mio.
Det er blevet udstillet med jævne mellemrum på Eremitagen (særligt Vinterpaladset) i Sankt Petersborg, og det har også været vist på museer over hele verden i midlertidige udstillinger. Det er ejet af den russiske oligark, Viktor Vekselberg.